# Ottaviano Guasco
Giovanni Battista Ottaviano Guasco, conte di Claviéres (Bricherasio, 22 febbraio 1712 – Verona, 10 marzo 1781), è stato uno scrittore e traduttore italiano.

## Biografia
Giovanni Battista Ottaviano Guasco, membro di un'antica famiglia di Alessandria - e appartenente al ramo cadetto, trasferitosi a Bricherasio, dei Guasco conti di Clavières - nacque da Francesco Bartolomeo (*1675 †1742), giureconsulto e intendente del re Vittorio Amedeo II di Savoia, e da Maria Anna Margherita Turinetti (*1685 †1733), dei marchesi di Priero e Pancalieri.
Era figlio di Francesco Bartolomeo, giureconsulto e intendente del re Vittorio Amedeo II di Savoia. Dopo aver preso gli ordini minori, si addottorò all'università di Torino.
Nel 1738 con due dei suoi fratelli, Francesco e Pier Alessandro entrambi destinati alla professione militare, si recò a Parigi, cercando subito di entrare in contatto con le persone più in vista della città. Gli schedari di polizia rivelano «che egli s'immischiava in più di una occupazione e che frequentava sempre gli stranieri e gli ambasciatori». Si legò in particolare con Antioch Dmitrievič Kantemir, ministro plenipotenziario russo in Francia, di cui tradusse le Satire del 1749, mentre lo stesso Kantemir voleva che a sua volta Guasco lo aiutasse a tradurre in russo le Lettere persiane di Montesquieu. Sospettato di spionaggio, presentato come un parassita o come un avventuriero dagli amici di Marie-Thérèse Rodet Geoffrin, si fece conoscere in tutta Europa nel corso di una serie di viaggi e si rivelò un brillante erudito.
L'imperatrice Maria Teresa gli concesse nel 1751 un posto di canonico a Tournai nelle Fiandre, dove pubblicò nel 1756 le sue Dissertations historiques politiques et littéraires. Fu in seguito ammesso all'Académie des inscriptions et belles-lettres di Parigi, all'Académie Royale des Sciences di Berlino, alla Royal Society di Londra, all'Académie des Sciences, Belles-Lettres et Arts di Bordeaux e all'Accademia Etrusca di Cortona. Era in stretti rapporti con Montesquieu ed era molto stimato da Lord Chesterfield e Claude-Adrien Helvétius. Nell'aprile 1748, Guasco s'installò a La Brède, dove tradusse in italiano Lo spirito delle leggi. Dall'estate 1753 all'autunno 1754 compì un lungo giro in Italia toccando Verona, Bologna, Firenze, Roma e Napoli. Nel 1767 fece pubblicare le Lettres familières du président de Montesquieu à divers amis d'Italie, una raccolta di lettere inviate allo stesso Guasco e ad una serie di amici italiani. L'anno successivo fece stampare a Bruxelles la sua opera più famosa De l'usage des statues chez les Anciens. La sua tesi fondamentale fu che presso le antiche civiltà le statue avevano una funzione soprattutto civile ed educativa, veri e propri modelli di comportamento morale, religioso e politico. L'opera sviluppa una concezione della scultura basata su un approccio alternativo a quello teorizzato solo quattro anni prima da Johann Joachim Winckelmann.

## Ascendenza
|                                 |                                 |                                             | Genitori                            |  |  | Nonni              |  |  | Bisnonni   |  |
|                                 |                                 |                                             |                                     |  |  | Giovanni Francesco |  |  | Bartolomeo |  |
|                                 |                                 |                                             |                                     |  |  | Giovanni Francesco |  |  | Bartolomeo |  |
|                                 |                                 | Anna Maria ?                                |                                     |  |  | Giovanni Francesco |  |  |            |  |
| Francesco Bartolomeo            |                                 |                                             |                                     |  |  | Giovanni Francesco |  |  |            |  |
|                                 |                                 | Caterina Amedei di Barge                    | ?                                   |  |  |                    |  |  |            |  |
|                                 |                                 | Caterina Amedei di Barge                    | ?                                   |  |  |                    |  |  |            |  |
|                                 |                                 | Caterina Amedei di Barge                    | ?                                   |  |  |                    |  |  |            |  |
| Ottaviano Guasco                |                                 | Caterina Amedei di Barge                    |                                     |  |  |                    |  |  |            |  |
|                                 | Ercole Giuseppe Luigi Turinetti | Giorgio Turinetti                           |                                     |  |  |                    |  |  |            |  |
|                                 | Ercole Giuseppe Luigi Turinetti | Giorgio Turinetti                           |                                     |  |  |                    |  |  |            |  |
|                                 | Ercole Giuseppe Luigi Turinetti | Maria Violante Valperga di Rivara           |                                     |  |  |                    |  |  |            |  |
| Maria Anna Margherita Turinetti | Ercole Giuseppe Luigi Turinetti |                                             |                                     |  |  |                    |  |  |            |  |
|                                 |                                 | Diana Francesca Saluzzo di Cardè e Garessio | Giacinto di Saluzzo-Miolans-Spinola |  |  |                    |  |  |            |  |
|                                 |                                 | Diana Francesca Saluzzo di Cardè e Garessio | Giacinto di Saluzzo-Miolans-Spinola |  |  |                    |  |  |            |  |
|                                 |                                 | Diana Francesca Saluzzo di Cardè e Garessio | Lucrezia Provana                    |  |  |                    |  |  |            |  |
|                                 |                                 | Diana Francesca Saluzzo di Cardè e Garessio |                                     |  |  |                    |  |  |            |  |